# St. Menas (Istanbul)

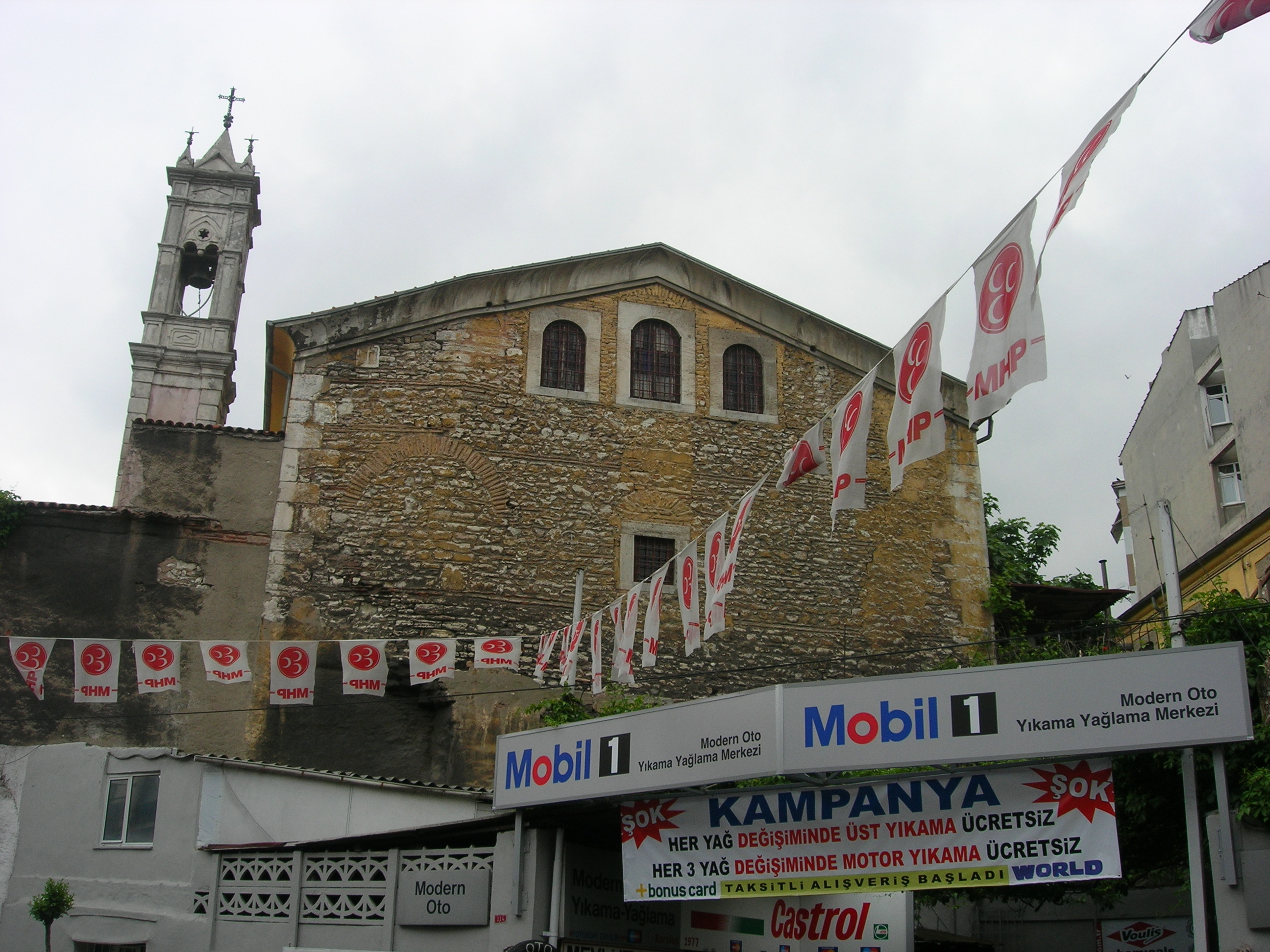
Blick von Westen auf die Kirche

Die Sankt-Menas-Kirche (griechisch Ἄγιος Μηνάς, Ágios Minás; türkisch Ayios Minas Kilisesi) ist ein griechisch-orthodoxer Sakralbau in Istanbul. Das Gotteshaus wurde im Jahr 1833 über einem Martyrion aus dem 4. oder 5. Jahrhundert nach Chr. erbaut, das eventuell zur Verehrung der Heiligen Karpus und Papylus errichtet worden war. Die neue Kirche ist dem hl. Menas geweiht, genauso wie eine nahe heilige Quelle.

## Lage
Die Kirche liegt umgeben von einer hohen Mauer im Stadtviertel Kocamustafapaşa (historisch Samatya) im Istanbuler Stadtbezirk Fatih in der Bestekar Hakkı Sokak. Sie befindet sich innerhalb der Theodosianischen Mauer in erhöhter Position unweit der Küste des Marmarameeres. Das baufällige Martyrion liegt unter der Kirche und kann über die Abdurrahman Nafiz Gürman Caddesi betreten werden. Gegenüber dem Martyrion liegt die heilige Menas-Quelle.

## Geschichte

### Byzantinische Periode

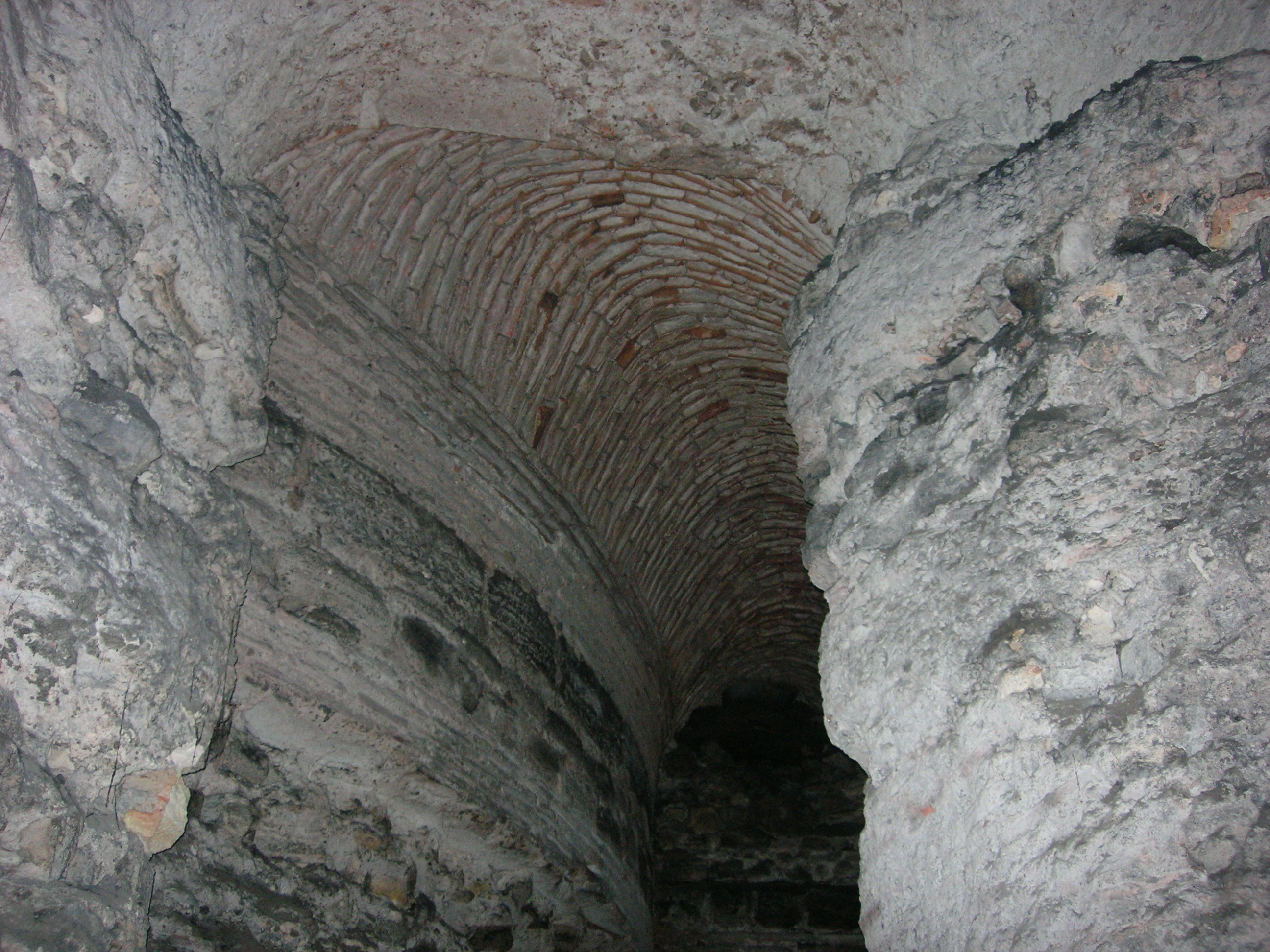
Tonnengewölbe im Eingangsbereich des Martyrions

Nach den Kirchenvätern soll im vierten Jahrhundert Helena, Mutter Konstantins des Großen, den Bau eines Martyrions und eines Klosters beauftragt haben, das der Verehrung der Heiligen Karpos und Papylos dienen sollte und am Fuß des steilen südwestlichen Abhanges des Xeropholos lag, der zum siebten Hügel Konstantinopels gehörte, und zu dieser Zeit und vor dem Bau der Theodesianischen Landmauer außerhalb der Stadtmauern lag.
Karpos, Papylos, Agathodorus und Agathonika waren in Pergamon unter Kaiser Decius im Jahr 251 auf dem Scheiterhaufen verbrannt worden, weil sei den römischen Kaiserkult verweigert hatten. Das Gebäude soll den gleichen Grundriss wie die Grabeskirche in Jerusalem gehabt haben und mit einem Dekor aus Marmor verziert gewesen sein. Obwohl eine Beteiligung von Helena bei der Gründung eher ungewiss ist und eine Stiftung durch sie sicher ausgeschlossen werden kann, gilt die Existenz mehrerer Martyrien in der Gegend als sicher. Außerdem stammt die runde Struktur unter der Kirche sicher aus dem vierten oder fünften Jahrhundert nach Chr. und hat die typische Form eines Martyrions. In byzantinischer Zeit wurde hier vor dem 10. Jahrhundert ein Nonnenkloster errichtet. In dieser Zeit und bis mindestens in das 12. Jahrhundert gibt es Zeugnisse für die Existenz eines Nonnenklosters in der Nähe des Helenianai-Palastes, das den Heiligen Karpos und Papylos geweiht war.

### Osmanische Periode
Nach der osmanischen Eroberung Konstantinopels im Jahr 1453 behielten die Griechen das Gebäude. Es gibt Nachweise für eine gekuppelte Kirche unter dem Patrozinium des hl. Polykarp und eine Quelle, die dem hl. Menas geweiht war. Diese Kirche wurde bei einem Großbrand im Stadtviertel Samatya im Jahr 1782 zerstört und 1833 von dem Architekten Konstantis Yolasığmazis wiederaufgebaut mit Geld aus einer Kollekte der örtlichen Gemeindeversammlung und mit Zustimmung des Sultans Mahmud II. Die neue Kirche stand unter dem Patrozinium des St. Menas. Im Jahr 1878/79 wurden unter der Kirche vier Gräber entdeckt.
Das Gebäude wurde während der antichristlichen Pogrome von Istanbul am 6. September 1955 beschädigt, aber danach saniert. Die Kirche wird bis heute von der griechisch-orthodoxen Gemeinde genutzt und kann besichtigt werden.

## Architektur

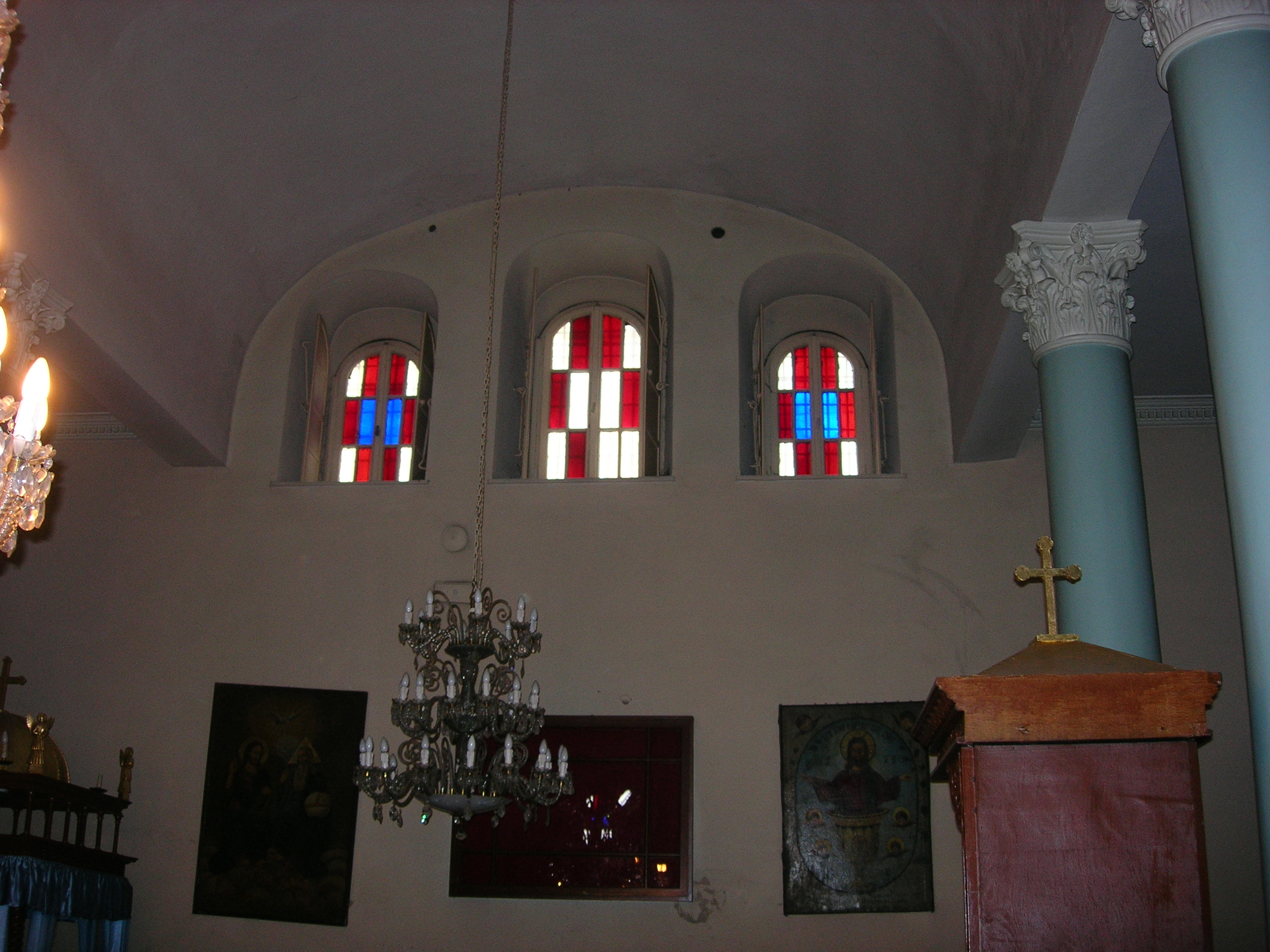
Blick auf die Kirchenrückwand im Osten

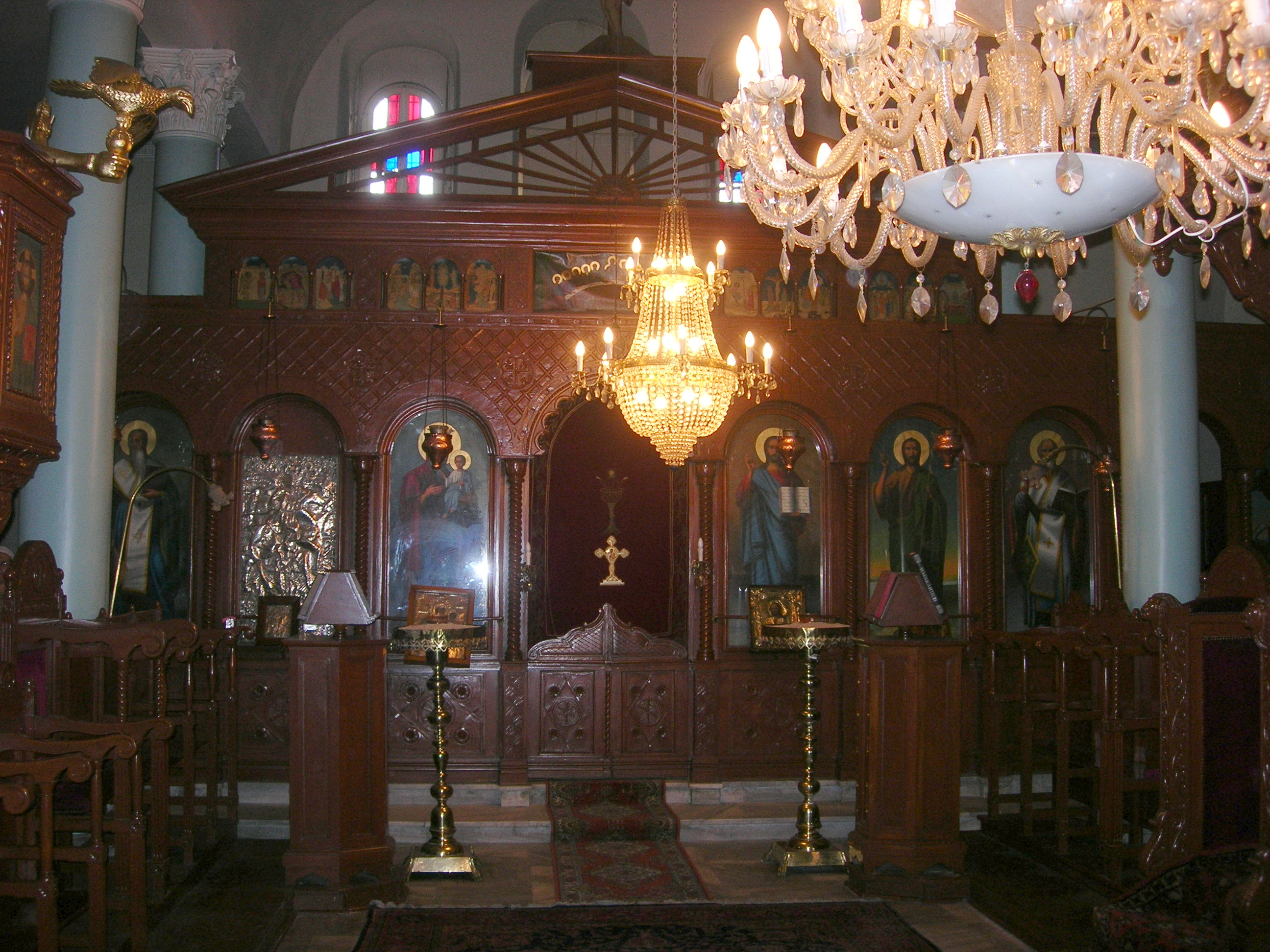
Ikonostase mit Darstellungen von Heiligen und Christus-Ikonen

Die heutige Kirche ist ein Gebäude mit rechteckigem Grundriss, einer Länge von 20 Metern, einer Breite von 13 Metern und einer Höhe von 9 Metern. Sie verläuft von Osten nach Westen, hat eine Seiteneingang und einen Glockenturm. Das Mauerwerk besteht äußerlich aus Bruchsteinen mit zwei dünnen Lagen roter Ziegelsteine, die wie Gesimse wirken. Das Innere ist in drei Kirchenschiffe gegliedert. Das Tonnengewölbe des Mittelschiffs wird von Rundsäulen mit korinthischen Kapitellen getragen. Die Bilder im oberen Bereich der Ikonostase zeigen Bilder aus dem Leben Christi,  im unteren Bereich finden sich Darstellungen von Christus, mehreren Heiligen und der Jungfrau Maria. Auf dem Ambo sind Christus und die Evangelisten abgebildet. Der Naos ist mit Bildern von Christus als Pantokrator geschmückt. Überreste der alten byzantinischen Kirche sind nicht mehr erhalten.
Das Martyrion liegt unter der Kirche hinter einer Tankstelle mit Werkstatt und Geschäft. Es kann über einen modernen Eingang betreten werden, der durch die Vergrößerung eines alten Fensters entstanden ist. Die ursprüngliche Gebäudestruktur war eine Rotunde, deren Kuppel von einem inneren Kreis von Säulen getragen wurde. Der zentrale Raum wird von einer abgesenkten Kuppel aus Ziegelsteinen überragt und hat eine Höhe von 5,70 Meter und einen Durchmesser von 12 Metern. Dieser Raum ist teilweise von einem Deambulatorium mit 2,5 Meter Breite und 7,5 Metern Höhe umgeben mit hufeisenförmigem Grundriss. Der Raum leitet im Osten zu einer rechteckigen Bema über. Im Süden erkennt man die Reste einer Wendeltreppe, die eventuell genutzt wurde, um die darüberliegende Kirche zu erreichen und im Norden ist eine Cella mit einer Apsis. Die heilige Quelle existiert bis heute gegenüber dem Martyrion.